# Klettbach
Klettbach é um município da Alemanha, situado no distrito de Weimarer Land, no estado da Turíngia. Tem 15,23 km² de área, e sua população em 2019 foi estimada em 1.295 habitantes.